# Alexei Alexejewitsch Schumskich
Alexei Alexejewitsch Schumskich (russisch Алексей Алексеевич Шумских; * 1. Juli 1990 in Barnaul) ist ein russischer Fußballspieler.

## Karriere

### Verein
Schumskich begann seine Karriere bei Torpedo Moskau. Zur Saison 2008 rückte er in den Profikader des Zweitligisten. Im April 2008 debütierte er dann in der Perwenstwo FNL. Bis zum Ende der Saison kam er zu elf Zweitligaeinsätzen, mit Torpedo schied er aber aus der FNL ab. Zur Saison 2009 schloss er sich dem Drittligisten Sportakademklub Moskau an, für den er elfmal spielte. Im Sommer 2009 wechselte er zur Reserve von Saturn Ramenskoje, für die er zehnmal zum Zug kam. Zur Saison 2010 wechselte er zum ebenfalls drittklassigen FK Neftechimik Nischnekamsk, für den er zu 19 Einsätzen in der Perwenstwo PFL kam.
Zur Saison 2011/12 wechselte Schumskich zum ebenfalls drittklassigen Senit Pensa. Für Senit kam er in seiner ersten Spielzeit zu 37 Drittligaeinsätzen. In der Hinrunde 2012/13 spielte er 16 Mal. Im Januar 2013 wechselte er zum unterklassigen Strogino Moskau. Mit Strogino stieg er zu Saisonende in die PFL auf. In der Saison 2013/14 kam er zu 28 Drittligaeinsätzen. Zur Saison 2014/15 wechselte er zum FK Kaluga. Dort kam er zu 17 Einsätzen.
Im Januar 2015 wechselte er zum nächsten Drittligisten, diesmal zum FK Chimki. Bis Saisonende absolvierte er neun Drittligaspiele. In der Saison 2015/16 kam er zu 28 Drittligaeinsätzen, mit Chimki stieg er zu Saisonende in die FNL auf. In der Saison 2016/17 absolvierte der Innenverteidiger dann 36 Zweitligapartien. In der Saison 2017/18 kam er zu 34 Einsätzen. Zur Saison 2018/19 schloss Schumskich sich dem Ligakonkurrenten Tom Tomsk an. Für Tom Tomsk kam er in seiner ersten Spielzeit zu 31 Zweitligaeinsätzen, ab der Winterpause war er nach dem Abgang von Sergei Suikow zudem Kapitän. In der Saison 2019/20 machte er bis zur Winterpause 14 Zweitligaspiele.
Im Februar 2020 wechselte er nach Kasachstan zum Erstligisten Qaisar Qysylorda. Für Qaisar spielte er einmal in der Premjer-Liga, ehe die Saison COVID-bedingt unterbrochen wurde. Bereits im Juli 2020 kehrte er wieder nach Russland zurück und schloss sich dem Zweitligisten FK Nischni Nowgorod an. Für Nischni Nowgorod spielte er 36 Mal in der FNL, mit dem Klub stieg er 2021 in die Premjer-Liga auf.
Nach dem Aufstieg wechselte Schumskich zur Saison 2021/22 allerdings wieder in die zweite Liga und kehrte zu Torpedo Moskau zurück. Für Torpedo kam er zu 37 Zweitligaeinsätzen, auch mit den Moskauer stieg er ins Oberhaus auf. Sein Debüt in der Premjer-Liga gab der mittlerweile 32-Jährige dann im Juli 2022 gegen den FK Sotschi. Nach drei Einsätzen zu Beginn der Saison 2022/23 wechselte er im September 2022 jedoch zum Zweitligisten Arsenal Tula.

### Nationalmannschaft
Schumskich spielte zwischen 2008 und 2009 siebenmal für die russische U-19-Auswahl.